# Stazione di Villena AVE
La stazione di Villena AVE è una stazione ferroviaria posta nella città di Villena, in Spagna. Si trova nel punto chilometrico 435 della linea di alta velocità Madrid-Levante, a una distanza di 6 kilometri da Villena e a 2,5 km dall'autovia A-31.
È gestita dalla Administrador de Infraestructuras Ferroviarias.